# Uran
Uran (opkaldt efter planeten Uranus) er det 92. grundstof i det periodiske system, og har det kemiske symbol U: Under normale temperatur- og trykforhold fremtræder dette actinid som et gråligt, svagt radioaktivt metal.

## Egenskaber
Uran kan antage en af tre forskellige allotropiske former afhængigt af temperaturen: Under 667,7 °C antager det α-formen med ortorhombisk krystalstruktur, mellem 667,7 og 774,8 °C fremtræder det i sin tetragonale β-form, og endelig antager det ved temperaturer mellem 774,8 °C og smeltepunktet ved 1132 °C den kubisk rumcentrerede γ-form.

### Urans kemi
Når det udsættes for atmosfærisk luft, danner rent, metallisk uran et tyndt lag af sort oxid, som skaller af og derved giver luften adgang til mere metal. Findelt uran kan reagere med koldt vand. Uranforbindelser, især uranyler, er giftige blandt andet på grund af deres opløselighed. De tungere opløselige oxider er mindre giftige.

### Fysiske egenskaber
Uran har en høj massefylde (nemlig 19,1g/cm3); det er 65 procent tættere end bly, og næsten lige så tæt som guld (19,3g/cm3). Det er det første stof, hvor man konstaterede at en nuklear kædereaktion kan opretholdes; det er det der udnyttes i fissionsreaktorer og kernevåben: Det første kernevåben brugt i krig (se Atombomberne over Hiroshima og Nagasaki), kaldet "Little Boy", var baseret på uran.

## Tekniske anvendelser
Før opdagelsen af radioaktivitet blev uranforbindelser brugt som gult farvestof i glas og keramik, i fotografiske sammenhænge (specielt urannitrat), i glødetråde til "gammeldags" glødepærer og som farvestof til træ, læder, silke og uld. Uran kan også bruges i legeringer med jern og stål, hvor det forbedrer materialets elasticitet og trækstyrke, og fjerner oxider og nitrider: Disse legeringer kan også bruges som katode i fotoelektriske rør, der er følsomme overfor ultraviolet lys.
Da man i 1939 fandt ud af, at uran kan opretholde en kædereaktion, blev stoffet vigtigt for udviklingen af atomkraften: I dag er den primære, civile anvendelse af uran brændstof i kommercielle atomkraftværker. Visse reaktorer, for eksempel den canadiske CANDU-reaktortype kan bruge uran med den isotop-sammensætning som naturligt forekommende uran har, men ofte skal uran som "atombrændsel" beriges, så det indeholder 2-3 procent 235U frem for de 0,71% som findes i det naturlige uran. Andre reaktortyper, for eksempel de der bruges i USAs atomubåde er beriget til et endnu højere indhold af 235U – præcis hvor meget er en militær hemmelighed. Til brug i kernevåben skal det beriges yderligere; uran med mere end 85% 235U omtales som weapons grade uran (engelsk for "våben-egnet" eller "våben-kvalitet")
Berigning af uran efterlader et "restprodukt" i form at uran med et lavere indhold af 235U end det naturlige urans 0,71% (og tilsvarende mere 238U): Dette kaldes for forarmet uran, og bruges i ammunition til skydevåben der skal kunne gennemtrænge svært pansrede mål. Det giver særligt tunge "kugler" der, når de træffer deres mål med høj fart, medfører enorme mængder bevægelsesenergi. Denne anvendelse har givet anledning til en del miljøpolitisk debat, efter at USA, Storbritannien og andre lande har brugt denne type ammunition i konflikter på Balkan og i den Persiske Golf. Forarmet uran indgår også i pansringen på moderne amerikanske kampvogne (Abrams tanks).
Forarmet urans høje massefylde udnyttes også i blandt andet svinghjul til gyrokompasser.
Uranylacetat bruges i analytisk kemi, fordi det sammen med natrium danner et uopløseligt salt. Normalt er natrium svært at påvise med en fældningsreaktion, fordi langt de fleste natriumsalte er mere eller mindre opløselige.

## Forekomst og udvinding
Uran er det "sidste" i rækken af grundstoffer (sorteret efter atomnummer) der findes i betydelige mængder i naturen: Her finder man det i ganske små mængder i alle former for klipper og jord, samt i vand. Metaller som guld, sølv, kviksølv, cadmium, wolfram, beryllium og antimon er sjældnere end uran. Ud over begblende, det mest almindelige uranholdige mineral, finder man også uran i autunit, uranofan, torbernit og coffinit. Visse typer fosfatholdige klipper, herunder lignit og monazit, indeholder særlig meget uran, og det er fra disse man udvinder uran på kommercielt plan.
Uran findes næsten overalt på Jorden, men de største forekomster – omtrent 70% af Jordens samlede uran-beholdning – ligger i Australien, specielt i Olympic Dam-minerne i den sydlige del af landet. Alligevel er Canada den største producent af uran – her findes det i Athabasca-plateauet i det nordlige Saskatchewan, og nye miner der leverer uranmalme af høj kvalitet har endda medført et dyk i uran-priserne. Også i Sverige findes der betydelige uranforekomster, men her er det forbudt at udvinde det. I Kuannersuit på Grønland findes også en ikke ubetydelig mængde, men ikke politisk enighed om udvindelse. I USA finder der ikke meget uranudvinding sted, da man her har fået frigivet en mængde fissibelt materiale fra skrottede atomvåben fra den kolde krigs tid
Metallisk uran til kommercielt brug kan fremstilles ved at reducere kemiske forbindelser mellem uran og et halogen, med enten et alkalimetal eller et jordalkalimetal. En anden metode består i elektrolyse på en smeltet blanding af kaliumuraniumfluorid (KUF5), kalciumklorid og natriumklorid. Særlig rent uran kan fremstilles ved at nedbryde en uran-halogen-forbindelse på en glødetråd i vakuum.
| tons       | 2018  | 2019  | 2020  | 2021  |
| ---------- | ----- | ----- | ----- | ----- |
| Kasakhstan | 21705 | 22808 | 19477 | 21819 |
| Namibia    | 5525  | 5476  | 5413  | 5753  |
| Canada     | 7001  | 6983  | 3885  | 4693  |
| Australien | 6517  | 6613  | 6203  | 4192  |
| Usbekistan | 3450  | 3500  | 3500  | 3500  |
| Rusland    | 2904  | 2911  | 2846  | 2635  |
| Niger      | 2911  | 2983  | 2991  | 2248  |
| Kina       | 1885  | 1885  | 1885  | 1885  |
| Indien     | 423   | 308   | 400   | 615   |
| Ukraine    | 790   | 800   | 400   | 455   |

De to øverste lande står for mere end 50% af produktionen.

## Historie
Uran, i form af dets naturligt forekommende oxid, har været brugt i keramisk glasur siden år 79; man har fundet gule glasvarer med op til 1% uranoxid nær Napoli i Italien. Da denne anvendelse blev "genopdaget" i starten af det 19. århundrede, var den eneste kendte kilde nogle gamle sølvminer i Joachimsthal i Bøhmen. De lokale glasmagere vogtede nidkært over hemmeligheden bag deres gule farvestof og dets kilde så længe det lod sig gøre.
Æren for opdagelsen af grundstoffet uran tilskrives den tyske kemiker Martin Heinrich Klaproth, som i 1789 påviste det i mineralet begblende. Han opkaldte det efter planeten Uranus, som William Herschel havde opdaget 8 år tidligere. Eugene-Melchior Peligot isolerede rent, metallisk uran i 1841, og Lloyd & Summerfield fra Birmingham i England var de første til at bruge stoffet kommercielt, som farvestof i glas.
Henri Becquerel kom ved et tilfælde på sporet af fænomenet radioaktivitet, da han i 1896 ville undersøge forskellige uranholdige salte. I 1933 opdagede forskere, at uran kan bruges til at fremstille energi, og siden har stoffet været brugt til atomkraft over hele verden.

## Isotoper af uran
Naturligt forekommende uran består for 99,28 procents vedkommende af isotopen 238U, 0,71% 235U samt ca. 0,0054% 234U. 238U har den længste halveringstid med 4,47 milliarder år, og 235U har en halveringstid på 704 millioner år; de lange halveringstider gør, at selv om alle uran-kerner er ustabile, er uran kun ganske let radioaktivt. Faktisk er 238U i kraft af dens høje atomvægt fremragende som "skjold" mod langt stærkere radioaktiv stråling, selv om stoffet i sig selv er en lille smule radioaktivt.